# AIRI (声優)
AIRI（あいり）は、日本の女性声優。主にアダルトゲームに声をあてている。

## 出演
太字はメインキャラクター。

### アダルトゲーム
2009年
- 痕 -きずあと-（柏木千鶴）

2010年
- Hello,good-bye（雪代メイ）

2011年
- ワルキューレロマンツェ 少女騎士物語（ベルティーユ・アルチュセール）

2013年
- ワルキューレロマンツェ More&More（ベルティーユ・アルチュセール）

2014年
- 真剣で私に恋しなさい!A-4（武松）

2015年
- 姉小路直子と銀色の死神（鬼塚さん）
- 神のラプソディ（グラリッサ）

2016年
- 真剣で私に恋しなさい!A-5（武松）
- 真剣で私に恋しなさい!A パッケージ版（武松）

2017年
- みなとカーニバルFD（鬼塚さん）

2021年
- 我が姫君に栄冠を（ガルデニャ）
- クロガネ回姫譚-絢爛華麗-（アジィン・ナカザーニャ）

### ドラマCD
- ドラマCD Hello,good-bye 〜ありふれた奇跡をあなたへ〜（2011年、雪代メイ）